# Máquina

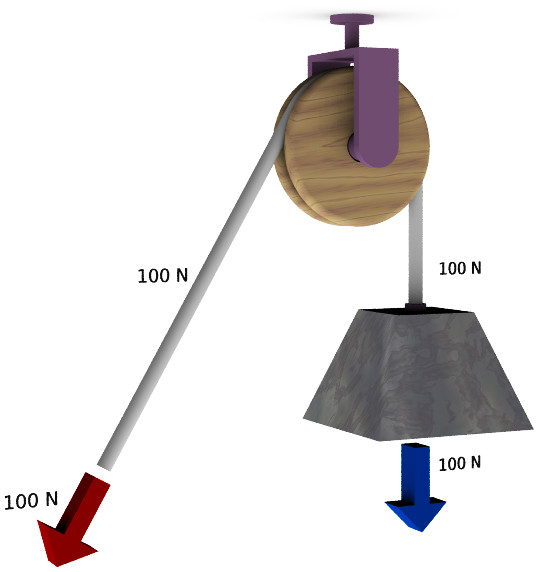
Polea: ejemplo de máquina simple.

Una máquina es un conjunto de elementos móviles y fijos, cuyo funcionamiento posibilita aprovechar, dirigir, regular o transformar energía, o realizar un trabajo con un fin determinado. Se denomina maquinaria (del latín machinarĭus) al conjunto de máquinas que se aplican para un mismo fin y al mecanismo que da movimiento a un dispositivo.
las máquinas pueden clasificarse en dos grandes categorías: (1) Las máquinas simples : (2) Los motores y otras máquinas complejas. Ejemplos son las poleas que controlan 100 N en sus cuerdas.

## Componentes

Un ciclo de cuatro tiempos es un motor de combustión interna, una máquina térmica que transforma energía térmica en energía mecánica.

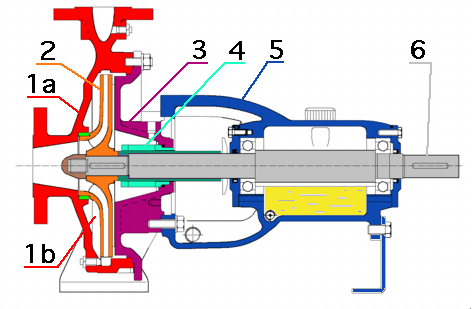
Una bomba centrífuga es un tipo de bomba hidráulica, una máquina hidráulica que transfiere energía mecánica entre el rodete y el fluido que circula por ella.

Un alternador es una máquina eléctrica capaz de transformar energía mecánica en energía eléctrica, generando una corriente alterna mediante Inducción electromagnética.

Los elementos que componen una máquina son:
- Motor: Es el mecanismo que transforma una fuente de energía en trabajo requerido.

Conviene señalar que los motores también son máquinas, en este caso destinadas a transformar la energía original (eléctrica, química, potencial, cinética) en energía mecánica en forma de rotación de un eje o movimiento alternativo de un pistón. Aquellas máquinas que realizan la transformación inversa, cuando es posible, se denominan máquinas generadoras o generadores, y aunque pueda pensarse que se circunscriben a los generadores de energía eléctrica, también deben incluirse en esta categoría otros tipos de máquinas como, por ejemplo, las bombas y los compresores.
Evidentemente, en ambos casos hablaremos de máquina cuando tengan elementos móviles, de modo que quedarían excluidas, por ejemplo, tanto las pilas como las baterías.
- Mecanismo: es el conjunto de elementos mecánicos, destinado a transformar la energía proporcionada por el motor en el efecto útil buscado.

- Bastidor: es la estructura rígida que soporta el motor y el mecanismo, garantizando el enlace entre todos los elementos.

- Componentes de seguridad: son aquellos que, sin contribuir al trabajo de la máquina, están destinados a proteger a las personas que trabajan con ella. Actualmente, en el ámbito industrial, es de suma importancia la protección de los trabajadores, atendiendo al imperativo legal y económico, así como a la condición social de una empresa, lo que constituye el campo de la seguridad laboral, que está comprendida dentro del concepto más amplio de prevención de riesgos laborales. También es importante dar mantenimiento periódicamente a estos elementos para su buen funcionamiento.

## Clasificación
Pueden realizarse múltiples clasificaciones de los tipos de máquinas dependiendo del aspecto bajo el cual se las considere. Atendiendo a los componentes anteriormente descritos.
Dichas clasificaciones no son excluyentes, sino complementarias, de modo que para definir un cierto tipo de máquina será necesario hacer referencia a los tres aspectos.
Otra clasificación de las máquinas es su utilidad o empleo, así pueden considerarse las taladradoras, elevadores, compresores, embaladoras, exprimidores, etc. La lista es interminable, pues el ser humano siempre ha perseguido el diseño y la construcción de ingenios para conseguir con ellos trabajos que no puede realizar empleando su propia fuerza y habilidad o para realizar esos trabajos con mayor comodidad.
Estas no son todas las clasificaciones, sino que hay otras, que pueden ser: máquina, máquina simple y máquina como herramienta.
También se pueden clasificar por el tipo de flujo que procesan: máquinas que procesan energía, máquinas que procesan materiales, máquinas que procesan información.

## Maquinaria
Se llama así al conjunto de varias máquinas que realizan trabajos para un mismo fin. Claros ejemplos de esto son las maquinarias agrícolas, maquinarias de construcción y maquinaria textil, entre otras tantas.
Para utilizar una máquina que requiera fuerza, debemos aplicar un esfuerzo físico para que este tenga efecto.